# Светий Іван (Малинська-Дубашниця)
Светий Іван (хорв. Sveti Ivan) — населений пункт у Хорватії, в Приморсько-Горанській жупанії у складі громади Малинська-Дубашниця.

## Населення
Населення за даними перепису 2011 року становило 72 осіб.
Динаміка чисельності населення поселення:

## Клімат
Середня річна температура становить 12,86 °C, середня максимальна – 25,38 °C, а середня мінімальна – 0,37 °C. Середня річна кількість опадів – 1241 мм.
| Клімат поселення                              | Клімат поселення | Клімат поселення | Клімат поселення | Клімат поселення | Клімат поселення | Клімат поселення | Клімат поселення | Клімат поселення | Клімат поселення | Клімат поселення | Клімат поселення | Клімат поселення | Клімат поселення |
| Показник                                      | Січ.             | Лют.             | Бер.             | Квіт.            | Трав.            | Черв.            | Лип.             | Серп.            | Вер.             | Жовт.            | Лист.            | Груд.            |                  |
| Середній максимум, °C                         | 8,85             | 8,90             | 10,75            | 14,67            | 20,72            | 24,75            | 25,38            | 24,85            | 20,07            | 15,80            | 11,02            | 8,53             |                  |
| Середня температура, °C                       | 4,62             | 4,67             | 6,54             | 10,43            | 16,48            | 20,52            | 22,96            | 22,43            | 17,65            | 13,38            | 8,61             | 6,12             |                  |
| Середній мінімум, °C                          | 0,37             | 0,44             | 2,30             | 6,18             | 12,25            | 16,30            | 20,54            | 20,00            | 15,25            | 10,96            | 6,17             | 3,69             |                  |
| Норма опадів, мм                              | 95               | 84               | 88               | 91               | 86               | 91               | 55               | 75               | 136              | 158              | 159              | 123              |                  |
| Середньомісячна швидкість вітру, м/с          | 3.16             | 3.29             | 3.33             | 3.12             | 2.82             | 2.66             | 2.64             | 2.65             | 2.83             | 3.08             | 3.47             | 3.45             |                  |
| Середньомісячна сонячна радіація, кДж/м²·день | 4373             | 7097             | 10517            | 15151            | 19571            | 21368            | 22975            | 19859            | 14257            | 9121             | 4800             | 3690             |                  |
| --------------------------------------------- | ---------------- | ---------------- | ---------------- | ---------------- | ---------------- | ---------------- | ---------------- | ---------------- | ---------------- | ---------------- | ---------------- | ---------------- | ---------------- |
| Джерело:                                      |                  |                  |                  |                  |                  |                  |                  |                  |                  |                  |                  |                  |                  |